# Taupō Airport
Taupō Airport (maor. Te Taunga Waka Rererangi o Taupō) (IATA: TUO, ICAO: NZAP) – mały port lotniczy położony  8 km na południe od miasta Taupō, na wschodnim brzegu jeziora Taupō na Wyspie Północnej w Nowej Zelandii. 

Regularne połączenia lotnicze obsługuje linia Eagle Airways, należąca w całości do Air New Zealand i wykonująca loty pod marką Air New Zealand Link. Linia ta korzysta z samolotów Beechcraft 1900 D.

Dzięki bliskości znanych w świecie łowisk pstrąga, pól golfowych, obszarów łowieckich i ośrodków narciarskich lotnisko staje się coraz popularniejszym celem dla prywatnych odrzutowców.

Przy lotnisku znajduje się wiele firm świadczących usługi lotów czarterowych i treningowych oraz serwisujących samoloty, a także baza poszukiwawczo-ratownicza. 

Lotnisko w Taupō nie posiada wieży kontroli lotów i znajduje się w strefie Mandatory Broadcasting Zone. Pas startowy 10 nie jest wykorzystywany do startów.

## Linie lotnicze i połączenia
| Linie lotnicze                                       | Połączenia           |
| ---------------------------------------------------- | -------------------- |
| Air New Zealand Link obsługiwane przez Eagle Airways | Auckland, Wellington |